# 中共攻台大解密
《中共攻台大解密：1000個轟炸目標、14個登陸的戰場、一年兩度的時機，以及台灣人民何去何從》（The Chinese Invasion Threat: Taiwan's Defense and American Strategy in Asia）是美國智庫2049計畫研究所研究員易思安在2017年12月28日於台灣出版的一部著作。

## 概述

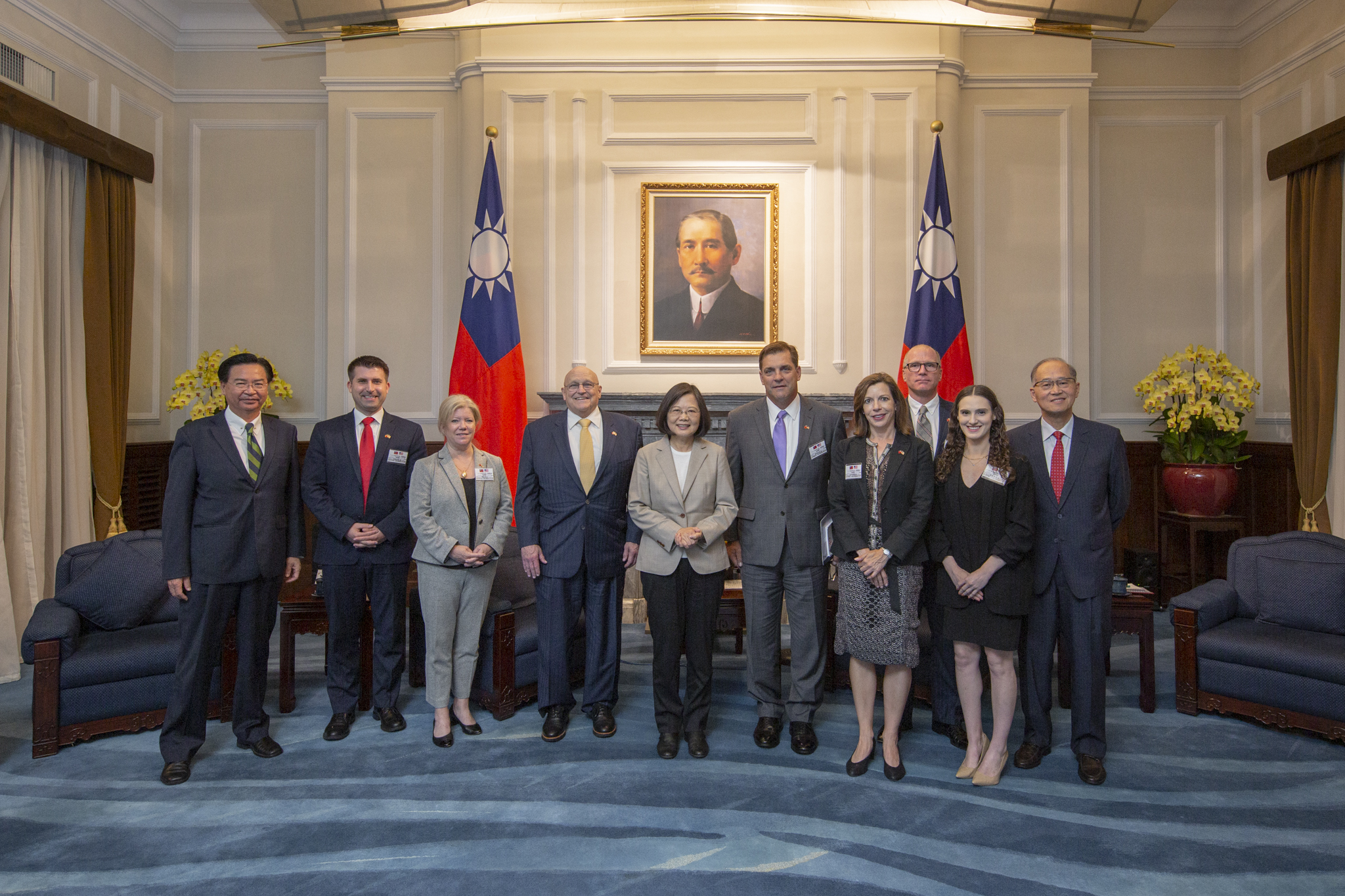
《中共攻台大解密》作者易思安（左二）隨2049計畫研究所學者專家團訪問臺灣臺北市，2019年6月12日攝於中華民國總統府

2017年12月9日，易思安出席台灣戰略研究學會之「2020台海安全論壇」，與會者也包含了前中華民國國防部常務次長、現台灣戰略研究學會理事長林於豹以及前陸軍司令胡鎮埔等人。席間，易思安稱，無論台灣海峽兩岸關係是否維持現狀、無論台灣當局是否打算「片面改變現狀」，中國人民解放軍都有可能進攻台灣。他指出解放軍的最佳登陸地點爲桃園市，該地臨近淡水河、桃園國際機場，一旦抵達便能進駐林口台地與中坜，藉此控制關鍵地區，而後派駐數十萬軍人進攻台北市；對此，中華民國國軍已經做好準備，在桃園市部署了最嚴密的防禦機制。易思安也説，國軍有能力在14小時内於台灣14個解放軍有意登陸的海灘進行部署，並「徵集100艘民船，立刻在海中布雷」。同時，如這種情況發生，美國絕對會對台灣提供協助，與台灣許多民衆所想的相反；但正因爲美軍具體抵達時間、方式、派出戰力規模等細節都不能預估，解放軍無法制定更加詳細的作戰計劃。易思安認爲，面對「統一」這個中國共產黨的終極目標，台灣只有讓自身變得强大，加强與美國的合作，才能對中共起到震懾作用。
易思安表示，原本解放軍有關攻台方案的文件描述大多止於登陸之後，但這一現象在2011年後產生了改變解放軍對攻台計劃的更新愈加頻繁，不僅在時間與地點方面有著更明確的材料，也包括了指導軍人「如何在台北進行巷戰以及在人口稠密區的作戰」及佔領台灣之後的政策等内容，但他所了解到的文件中對種種國際法與公約對保護平民的細則并無任何提及，對此他也表示擔憂：解放軍「基因裡面就把台灣視為敵人」，故台海一旦生變即有慘重後果，其嚴重性高過北韓核問題、中印邊界與南中國海等問題。